# Die Linke
Die Linke (înregistrat ca „DIE LINKE.”, în traducere din germană: „STÂNGA.”) este un partid socialist și de extrema stângă german. 
Formațiunea a luat naștere la 16 iunie 2007 prin unirea partidelor WASG și Linkspartei-PDS (foștii comuniști din Republica Democrată Germană/R.D.G./D.D.R.). 
Partidul este condus de Ines Schwerdtner și Jan van Aken.
Partidul număra la sfârșitul lunii iulie 2007 70.943 membri, în majoritate din estul Germaniei, fostul RDG. Ei sunt prezenți în Uniunea Europeană în cadrul grupei internaționale Forum der Neuen Europäischen Linken, sau în engleză: New European Left Forum (NELF).

## Rezultate electorale

### Parlamentul federal (Bundestag)
| Alegeri | Circumscripție electorală | Circumscripție electorală | Listele partidului | Listele partidului | Nr. locurilor obținute | +/–  | Guvern   |
| Alegeri | Voturi                    | %                         | Voturi             | %                  | Nr. locurilor obținute | +/–  | Guvern   |
| ------- | ------------------------- | ------------------------- | ------------------ | ------------------ | ---------------------- | ---- | -------- |
| 2005    | 3.764.168                 | 8,0 (#4)                  | 4.118.194          | 8,7 (#4)           | 54 / 614               | ▲54  | Opoziție |
| 2009    | 4.791.124                 | 11,1 (#3)                 | 5.155.933          | 11,9 (#4)          | 76 / 622               | ▲ 22 | Opoziție |
| 2013    | 3.585.178                 | 8,2 (#3)                  | 3.755.699          | 8,6 (#3)           | 64 / 631               | ▼12  | Opoziție |
| 2017    | 3.966.035                 | 8,6 (#4)                  | 4.296.762          | 9,2 (#5)           | 69 / 709               | ▲5   | Opoziție |
| 2021    | 2.306.755                 | 5,0 (#7)                  | 2.269.993          | 4,9 (#7)           | 39 / 736               | ▼30  | Opoziție |
| 2025    | 3,932,584                 | 7.9 (#5)                  | 4,355,382          | 8.8 (#5)           | 64 / 630               | ▲25  | Opoziție |

### Parlamentul European
| Alegeri | Voturi    | %         | Nr. locurilor obținute | +/– |
| ------- | --------- | --------- | ---------------------- | --- |
| 2009    | 1.968.325 | 7,5 (#5)  | 8 / 99                 | ▲1  |
| 2014    | 2.167.641 | 7,4 (#4)  | 7 / 96                 | ▼ 1 |
| 2019    | 2.056.010 | 5,5 (#5)  | 5 / 96                 | ▲ 2 |
| 2024    | 1,091,268 | 2.74 (#8) | 3 / 96                 | ▼ 2 |

### Landtaguri
| Parlament de stat         | Alegeri | Voturi  | %         | Locuri   | +/–  | Statut                     |
| ------------------------- | ------- | ------- | --------- | -------- | ---- | -------------------------- |
| Baden-Württemberg         | 2021    | 173,295 | 3.6 (#6)  | 0 / 154  | ▬ 0  | Extraparlamentar           |
| Bavaria                   | 2023    | 200,795 | 1.5 (#7)  | 0 / 203  | ▬ 0  | Extraparlamentar           |
| Berlin                    | 2023    | 184,954 | 12.2 (#4) | 22 / 147 | ▼ 2  | Opoziție                   |
| Brandenburg               | 2024    | 44,692  | 3.0 (#6)  | 0 / 88   | ▼ 10 | Extraparlamentar           |
| Bremen                    | 2023    | 137,676 | 10.9 (#4) | 10 / 87  | ▬ 0  | Coaliție SPD-Verzii-Stânga |
| Hamburg                   | 2020    | 364,102 | 9.1 (#4)  | 13 / 123 | ▲ 2  | Opoziție                   |
| Hesse                     | 2023    | 86,821  | 3.1 (#7)  | 0 / 133  | ▼ 9  | Extraparlamentar           |
| Saxonia Inferioară        | 2022    | 98,585  | 2.7 (#6)  | 0 / 146  | ▬ 0  | Extraparlamentar           |
| Mecklenburg-Vorpommern    | 2021    | 90,865  | 9.9 (#4)  | 9 / 79   | ▼ 2  | Coaliție SPD-Stânga        |
| Renania de Nord-Westfalia | 2022    | 146,634 | 2.1 (#6)  | 0 / 195  | ▬ 0  | Extraparlamentar           |
| Renania Palatinat         | 2021    | 48,210  | 2.5 (#7)  | 0 / 101  | ▬ 0  | Extraparlamentar           |
| Saarland                  | 2022    | 11,689  | 2.6 (#6)  | 0 / 51   | ▼ 7  | Extraparlamentar           |
| Saxonia                   | 2024    | 104,888 | 4.5 (#6)  | 5 / 119  | ▼ 9  | Opoziție                   |
| Saxonia-Anhalt            | 2021    | 116,927 | 11.0 (#3) | 12 / 97  | ▼ 4  | Opoziție                   |
| Schleswig-Holstein        | 2022    | 23,035  | 1.7 (#7)  | 0 / 69   | ▬ 0  | Extraparlamentar           |
| Turingia                  | 2024    | 157,641 | 13.1 (#4) | 12 / 90  | ▼ 17 | Opoziție                   |